# Teba Industries
Teba Industries este o companie din industria textilă din România.
Grupul de firme Teba Industries a luat naștere ca urmare a unei investiții realizate în România de Cross Venture, companie deținută de Colombo Group din Elveția.
În 1999 compania a cumpărat un pachet de 98,13% din capitalul social al SC Teba SA Arad, care producea țesături din bumbac.
În martie 2000, grupul a preluat 51% din capitalul social al SC Tomiris SA Iași, care producea țesături din mătase și fire tip mătase.
La momentul preluării celor două unități, compania avea în subordine 6.000 de salariați.
În anul 2008, compania a închis fabrica din Arad, unde lucrau 900 de oameni, și a relocat activitatea la Iași, după care a disponibilizat 800 de angajați și la Iași, din totalul de 1.100.
Teba Industries deține și trei unități de producție în Republica Moldova.
Cifra de afaceri:
- 2007: 40 milioane euro[2]
- 2004: 30 milioane euro[3]